# Пролив Головнина
Пролив Головнина́ — пролив в Тихом океане, разделяющий острова Райкоке и Матуа. Расстояние между ними примерно 18 км. Расположен в Большой гряде Курильских островов.
Назван в честь русского мореплавателя Василия Головнина.

## См.также
- Курильские проливы